# Jagodnica
Jagodnica – wieś w Polsce położona w województwie lubelskim, w powiecie bialskim, w gminie Leśna Podlaska.
W latach 1975–1998 miejscowość administracyjnie należała do województwa bialskopodlaskiego.
Wieś jest sołectwem w gminie Leśna Podlaska. Według Narodowego Spisu Powszechnego z roku 2011 wieś liczyła 103 mieszkańców.
Wierni Kościoła rzymskokatolickiego należą do parafii Narodzenia NMP i św. Apostołów Piotra i Pawła w Leśnej Podlaskiej.

## Historia
Jagodnica w wieku XIX wieś i folwark w powiecie bialskim, gminie Sitnik, parafii Biała. W 1827 r. było tu 22 domów i 154 mieszkańców. W 1883 roku 11 domów, 139 mieszkańców i 573 mórg obszaru.